# Comps (Gironde)
Comps ist eine französische Gemeinde mit 538 Einwohnern (Stand: 1. Januar 2022) im Département Gironde in der Region Nouvelle-Aquitaine. Sie gehört zum Arrondissement Blaye und zum Kanton L’Estuaire. Die Einwohner werden Compsicois genannt.

## Geografie
Comps liegt etwa 25 Kilometer nördlich von Bordeaux in der Saintonge. Umgeben wird Comps von den Nachbargemeinden Saint-Ciers-de-Canesse im Norden, Samonac im Osten, Bayon-sur-Gironde im Süden  sowie Gauriac im Westen.

## Bevölkerungsentwicklung
| Jahr                       | 1962 | 1968 | 1975 | 1982 | 1990 | 1999 | 2006 | 2013 | 2020 |
| Einwohner                  | 360  | 351  | 339  | 352  | 399  | 389  | 440  | 514  | 553  |
| Quellen: Cassini und INSEE |      |      |      |      |      |      |      |      |      |

## Sehenswürdigkeiten
- Kirche Saint-Sulpice  aus dem 12. Jahrhundert, Umbauten aus dem 19. Jahrhundert
- Schloss Colbert

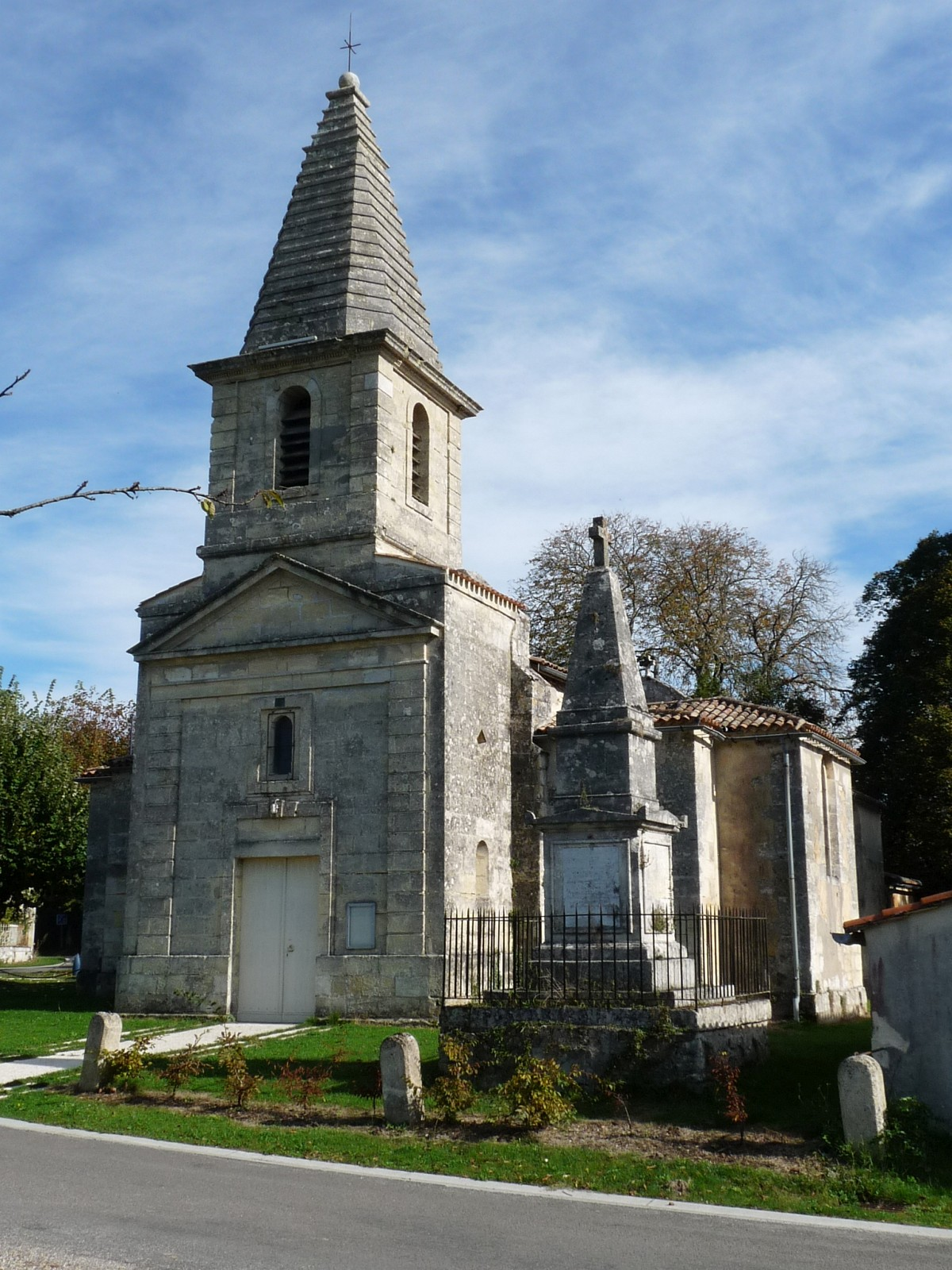
Kirche Saint-Sulpice
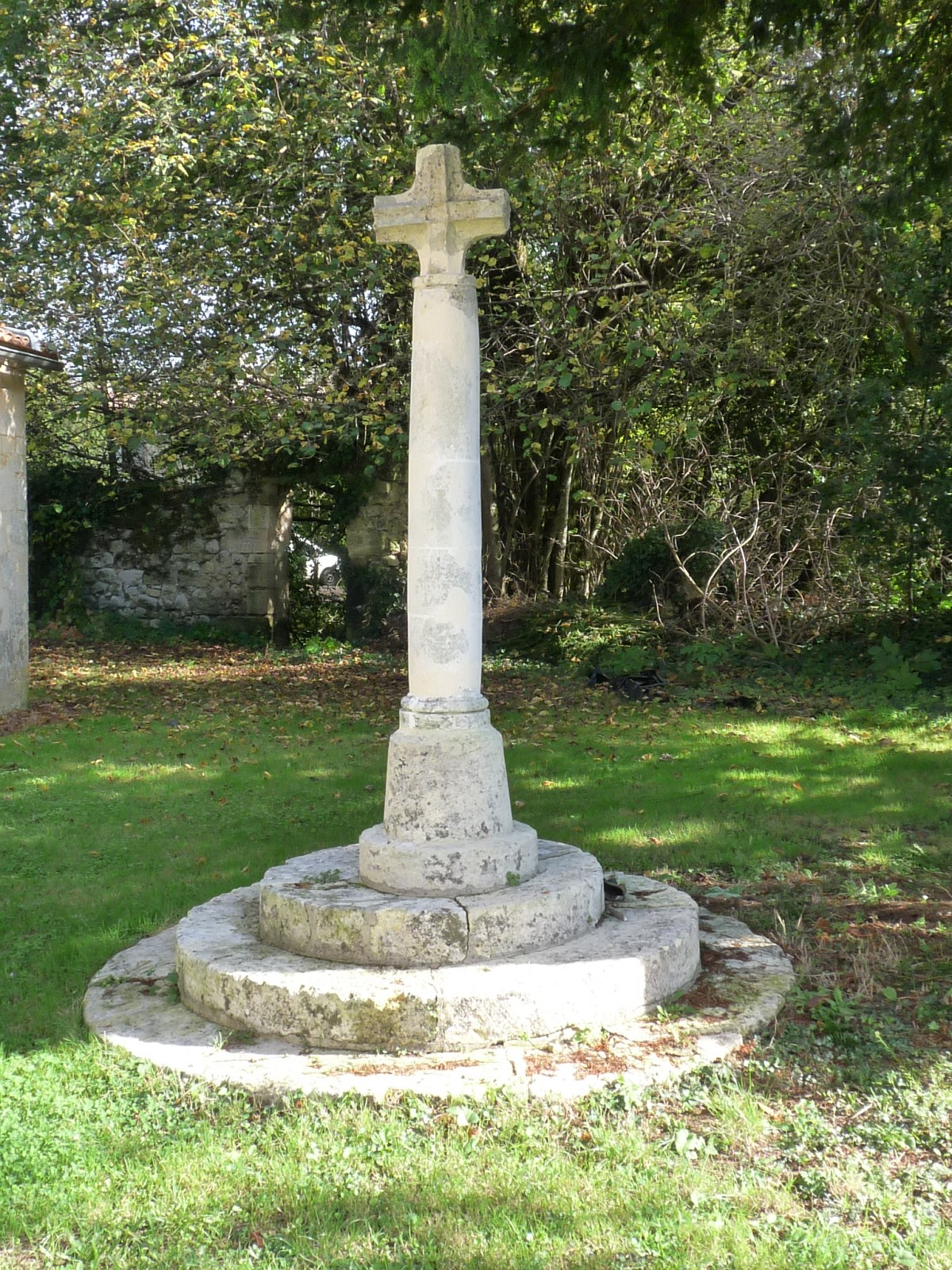
Flurkreuz
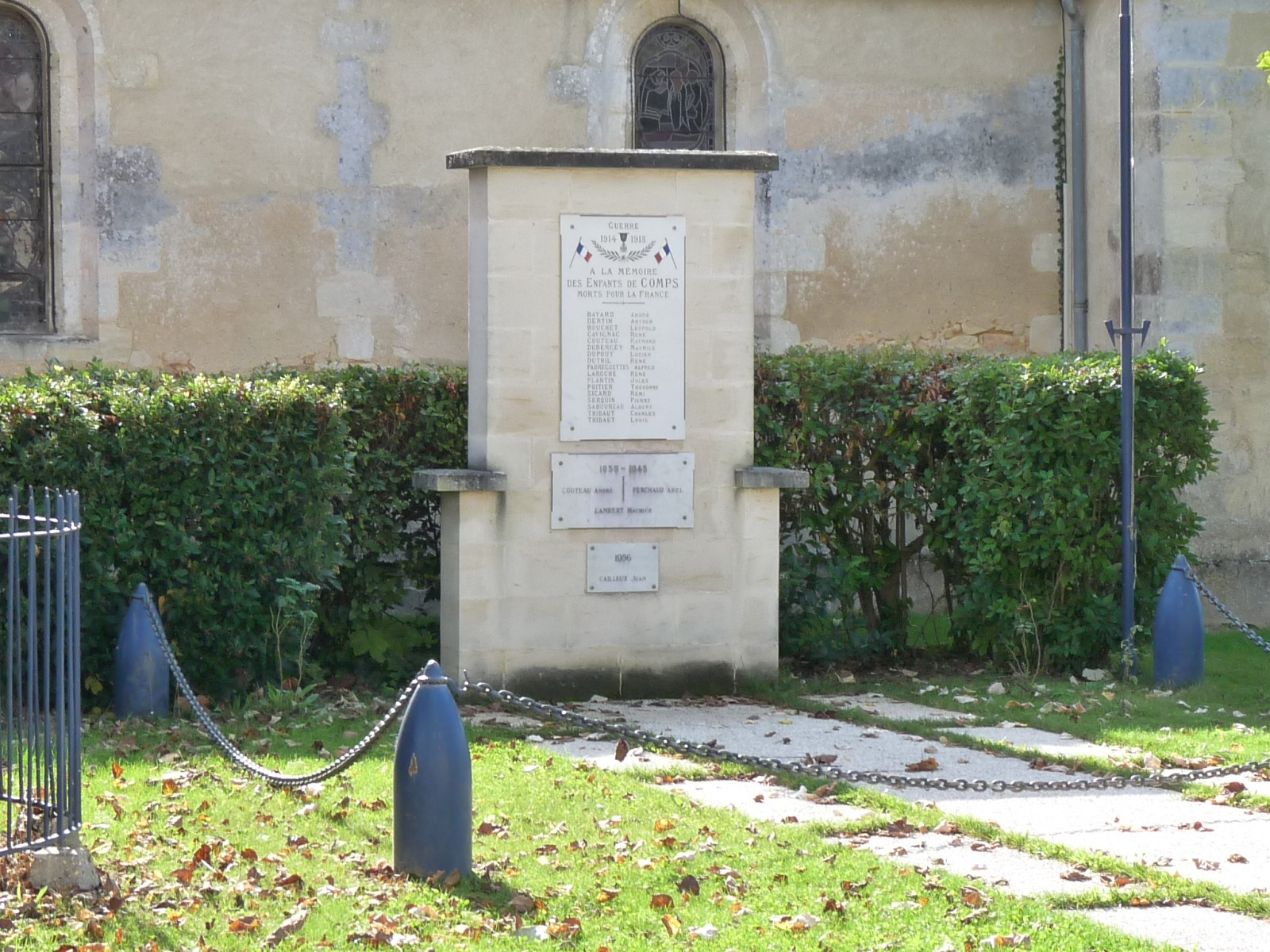
Gefallenendenkmal